# Rune Andersson
Rune Ivar Charles Andersson (ur. 11 maja 1930 w Strömstad, zm. 9 października 2006 tamże) – szwedzki wioślarz. Reprezentant Szwecji na Letnich Igrzyskach Olimpijskich 1952 w Helsinkach, Letnich Igrzyskach Olimpijskich 1960 w Rzymie oraz Letnich Igrzyskach Olimpijskich 1956 w Melbourne. Na wszystkich igrzyskach uczestniczył w wioślarskiej ósemce, dodatkowo w Rzymie brał udział również w czwórce ze sternikiem. W Helsinkach w składzie Lennart Andersson, Frank Olsson, John Niklasson, Gösta Adamsson, Ivan Simonsson, Ragnar Ek, Thore Börjesson, Rune Andersson, Sture Baatz, Szwedzi odpadli w półfinale. Cztery lata później w Melbourne w składzie Olle Larsson, Lennart Andersson, Kjell Hansson, Rune Andersson, Lennart Hansson, Gösta Eriksson, Ivar Aronsson, Evert Gunnarsson, Bertil Göransson zajęli czwarte miejsce. W Rzymie szwedzka ósemka w składzie: Rune Andersson, Bengt-Åke Bengtsson, Åke Berndtsson, Lars-Eric Gustavsson, Ulf Gustavsson, Kjell Hansson, Per Hedenberg, Ralph Hurtig, Owe Lostad, Sture Baatz odpadła w półfinale. Czwórka w składzie: Rune Andersson, Lars-Eric Gustavsson, Ulf Gustavsson, Kjell Hansson, Owe Lostad odpadła w repasażu.
Zdobył srebrny medal w ósemce na mistrzostwach Europy w 1955 w Gandawie.